# Strefa śmierci (gra)
Strefa śmierci – polska gra fabularna publikowana w miesięczniku "Magia i Miecz" od numeru 13 (1/95), a następnie jako samodzielna publikacja. System był utrzymany w konwencji cyberpunku i space opery i osadzony w uniwersum Dominium Solarne. Autorzy systemu to Tomasz Kołodziejczak i Jacek Brzeziński. Kołodziejczak jest też autorem kilku książek i opowiadań osadzonych w tym samym świecie.
Strefa śmierci pomogła przełamać monopol fantasy w polskiej tematyce gier fabularnych - była to pierwsza w Polsce gra fabularna w klimacie science fiction, która uzyskała większą popularność.
W maju 2010 roku autorzy zdecydowali się na publikację systemu na licencji Creative Commons.